# Ochotona huangensis
Ochotona huangensis або пискуха цинлінська — вид зайцеподібних гризунів родини Пискухові (Ochotonidae). Є ендеміком Китаю. Мешкає в горах, порослих лісом і чагарником. Це малодосліджений вид. МСОП вважає його таким, що не потребує особливих заходів зі збереження.